# Trzy szczyty
Trzy szczyty (niem. Drei Zinnen) – film w koprodukcji niemiecko-włoskiej z 2017 roku w reżyserii Jana Zabeila, z Alexandrem Fehlingiem i Bérénice Bejo w rolach głównych.

## Premiera
Film miał premierę podczas MFF w Locarno w Szwajcarii 4 sierpnia 2017. W szerokiej dystrybucji w salach kinowych w Niemczech pojawił się 21 grudnia 2017 roku.

## Fabuła
Akcja filmu rozgrywa się w czasach współczesnych we włoskich Dolomitach. Autor filmu ukazuje trudności jakie przeżywa ośmiolatek w nawiązaniu relacji z nowym partnerem matki. Wspólny pobyt rodziny na wypoczynku w górach sprawia, że sytuacja staje się jeszcze bardziej napiętą. 

## Obsada
W filmie wystąpili:
- Alexander Fehling jako Aaron
- Arian Montgomery jako Tristan
- Bérénice Bejo jako Lea

## Nagrody (wybrane)
- MFF w Hof 2017
  - wygrana nagroda dla nowego talentu w kinie niemieckim dla Jana Zabeila[4]
- MFF w Locarno 2017
  - wygrana Nagroda Variety Piazza Grande dla Jana Zabeila[5]
- MFF w Toronto 2017
  - nominacja Nagroda Festiwalowa w sekcji „Prezentacje Specjalne” („Special Presentations”)[5]